# Cruce de Arinaga
El Cruce de Arinaga es una localidad española situada en el municipio de Agüimes, en la isla de Gran Canaria, comunidad autónoma de Canarias. En 2023 contaba con 10 920 habitantes.

## Historia
La localidad surge alrededor del cruce de la carretera general del sur (GC-100) que era la única conexión entre la capital, Las Palmas de Gran Canaria y el sur de la isla (Maspalomas), desde el cual podía accederse a Agüimes o a la playa de Arinaga. 
El nombre "Cruce de Arinaga" fue dado por Don Vicente Romero Suárez (maestro y director del colegio). La construcción de una iglesia dio un impulso a la población de la zona, que crecería hasta convertirse en el mayor núcleo demográfico de Agüimes, superando a la propia cabecera municipal.
El principal motor del desarrollo local ha sido el polígono industrial de Arinaga, creado en la amplia cuenca hasta la costa por una asociación mixta de compensación en la que participan el Cabildo Insular de Gran Canaria, el ayuntamiento de Agüimes y la Sociedad Estatal de Participaciones Industriales (SEPI).
La vía principal del Cruce de Arinaga, la avenida de Ansite, es una calle comercial de primer orden que cuenta con cuatro sucursales bancarias. Hoy en día, la localidad es una zona en expansión demográfica y económica, bien dotada de instalaciones educativas, deportivas, etc.